# Szacunkowy wskaźnik filtracji kłębuszkowej
Szacunkowy wskaźnik filtracji kłębuszkowej, szacunkowy współczynnik filtracji kłębuszkowej, eGFR (z ang. estimated glomerular filtration rate) – miernik umożliwiający uzyskanie w prosty sposób, z klinicznie zadowalającą dokładnością, wartości wskaźnika filtracji kłębuszkowej (GFR). Jest obliczany na podstawie powszechnie dostępnych w praktyce klinicznej parametrów (wiek, waga, płeć, rasa oraz stężenie kreatyniny, mocznika i albumin w surowicy krwi).
Główne zastosowanie tego wskaźnika to rozpoznanie i monitorowanie przewlekłej choroby nerek, a także modyfikacja dawkowania leków wydalanych przez nerki.
Wynik zwykle podaje się w ml/(min · 1,73 m²) (czyli w przeliczeniu na standardową powierzchnię ciała).
Wzory stosowane w praktyce klinicznej do obliczania eGFR:
- wzór Cockcrofta-Gaulta (obliczenie wymaga znajomości wieku, wagi i płci oraz stężenia kreatyniny)

{\displaystyle eC_{Cr}={\frac {(140-{\text{wiek}})\times {\text{waga (kilogramy)}}\times [{0{,}85\ dla\ kobiet}]}{72\times {\text{stężenie kreatyniny (mg/dL)}}}}}
- wzór MDRD – wzór stworzony na podstawie danych o  pacjentach z przewlekłą niewydolnością nerek (uczestników programu Modification of Diet in Renal Disease, skąd nazwa). Dla ludzi zdrowych wyraźnie nie doszacowuje GFR, natomiast znacznie lepiej od wzoru Cockcrofta-Gaulta szacuje GFR dla bardziej zaawansowanych stadiów PChN.

Wersja uproszczona wzoru wymaga znajomości stężenia kreatyniny, wieku, płci i rasy badanego:
{\displaystyle {\text{eGFR}}=186{,}3\times {\text{stężenie kreatyniny}}^{-1{,}154}\times {\text{wiek}}^{-0{,}203}\times {[1{,}212\ dla\ rasy\ czarnej]}\times {[0{,}742\ dla\ kobiet]}}
Wersja pełna dodatkowo wymaga znajomości stężenia azotu niebiałkowego (azotu mocznikowego, BUN) we krwi oraz stężenia albumin:
{\displaystyle {\text{eGFR}}=170\times {\text{stężenie kreatyniny}}^{-0{,}999}\times {\text{wiek}}^{-0{,}176}\times {[0{,}762\ dla\ kobiet]}\times {[1{,}180\ dla\ rasy\ czarnej]}\times {\text{azot niebiałkowy krwi}}^{-0{,}170}\times {\text{albuminy}}^{+0{,}318}}